# Буэнавентура-Лейкс
Буэнавентура-Лейкс (англ. Buenaventura Lakes) — статистически обособленная местность, расположенная в округе Осеола (штат Флорида, США) с населением в 21 778 человек по статистическим данным переписи 2000 года.

## География
По данным Бюро переписи населения США статистически обособленная местность Буэнавентура-Лейкс имеет общую площадь в 14,5 квадратных километров, водных ресурсов в черте населённого пункта не имеется.
Статистически обособленная местность Буэнавентура-Лейкс расположена на высоте 19 м над уровнем моря.

## Демография
| Год переписи        | Нас.  |  | %±    |
| ------------------- | ----- |  | ----- |
| 1990                | 14148 |  | —     |
| 2000                | 21778 |  | 53,9% |
| 1990–2000 Источник: |       |  |       |

По данным переписи населения 2000 года в Буэнавентура-Лейкс проживало 21 778 человек, 5645 семей, насчитывалось 6901 домашнее хозяйство и 7931 жилой дом. Средняя плотность населения составляла около 1501,93 человек на один квадратный километр. Расовый состав населённого пункта распределился следующим образом: 62,66 % белых, 11,78 % — чёрных или афроамериканцев, 0,38 % — коренных американцев, 2,68 % — азиатов, 0,09 % — выходцев с тихоокеанских островов, 4,93 % — представителей смешанных рас, 17,48 % — других народностей. Испаноговорящие составили 54,63 % от всех жителей статистически обособленной местности.
Из 6901 домашних хозяйств в 41,4 % воспитывали детей в возрасте до 18 лет, 60,1 % представляли собой совместно проживающие супружеские пары, в 16,4 % семей женщины проживали без мужей, 18,2 % не имели семей. 13,2 % от общего числа семей на момент переписи жили самостоятельно, при этом 5,6 % составили одинокие пожилые люди в возрасте 65 лет и старше. Средний размер домашнего хозяйства составил 3,15 человек, а средний размер семьи — 3,42 человек.
Население статистически обособленной местности по возрастному диапазону по данным переписи 2000 года распределилось следующим образом: 29,1 % — жители младше 18 лет, 9,6 % — между 18 и 24 годами, 28,6 % — от 25 до 44 лет, 21,7 % — от 45 до 64 лет и 11,0 % — в возрасте 65 лет и старше. Средний возраст жителей составил 34 года. На каждые 100 женщин в Буэнавентура-Лейкс приходилось 93,4 мужчин, при этом на каждые сто женщин 18 лет и старше приходилось 89,7 мужчин также старше 18 лет.
Средний доход на одно домашнее хозяйство статистически обособленной местности составил 39 023 доллара США, а средний доход на одну семью — 40 764 доллара. При этом мужчины имели средний доход в 26 768 долларов США в год против 21 314 долларов среднегодового дохода у женщин. Доход на душу населения статистически обособленной местности составил 39 023 доллара в год. 7,9 % от всего числа семей в населённом пункте и 10,2 % от всей численности населения находилось на момент переписи населения за чертой бедности, при том все жители младше 18 и старше 65 лет имели совокупный доход, превышающий прожиточный минимум.